# Comic Girls
Comic Girls (こみっくがーるず Komikku Gāruzu?) es una serie japonesa de manga de cuatro paneles de Kaori Hanzawa. Hizo su primera aparición en la revista de manga de Houbunsha Manga Time Kirara Max con la edición de mayo de 2014. Una adaptación de una serie de televisión de anime por Nexus se emitió entre el 5 de abril y 21 de junio de 2018 en Japón.

## Sinopsis
La historia sigue a Kaoruko Moeta, Apodada Kaos, una estudiante de 15 años con una Autoestima tremendamente baja que además es una mangaka, o por lo menos, eso intenta, ya que nunca ha serializado un manga debido a que todos sus manuscritos y borradores son rechazados por sus historias. Después de que una encuesta la clasificara en un puesto enormemente bajo entre lectores luego de publicar un trabajo, su editora le recomienda ir a vivir a un dormitorio para Chicas Mangaka, Así, ella pueda convivir con ellas y a lo mejor mejorar como autora.
Cuando ella llega para vivir en el dormitorio, conoce a sus cuatro compañeras; Koyume Koizuka, que publica manga Shoujo, Tsubasa Katsuki, que publica manga Shounen, Ruki Irakawa, que publica manga Erótico, y más tarde, conoce a Suzu Fuura, una chica que publica mangas de Terror. La historia nos cuentan la vida de las cinco chicas que buscan mejorar tanto como personas como autoras, superando todos los desafíos a los que se enfrentan.

## Personajes

### Principales
Kaoruko Moeta (萌田 薫子 Moeta Kaoruko?)  / Kaos (かおす Kaosu?)
 Seiyū: Hikaru Akao
Kaos es una artista de manga de 4 koma que se muda al Dormitorio Bunhousha a recomendación de su editora, para así mejorar como artista y convertirse en una mangaka oficial, ya que todos sus manuscritos y borradores son rechazados debido a la baja calidad de sus historias. Kaos tiene una autoestima estrepitosamente baja, considerándose un estorbo y alguien inferior ante los demás, además de ser muy miedosa, sensible, y llorar mucho. Aunque poco a poco va mejorando gracias a sus amigas.
Kaos es una adolescente de cuerpo pequeño, lo cual es muy a menudo, confundida con una niña, para su molestia. Tiene un cabello muy largo de color rosa, lo cual desencadena en hacerse distintos peinados todos los días, se niega a cortarselo debido a que es lo único en su cuerpo que crece y deja que crezca como prueba de su crecimiento. Debido a que vivió en un pequeño pueblo durante su infancia, se siente fascinada al estar en la gran ciudad, le gusta mucho el anime y coleccionar mercancía como figuras de personajes femeninos, a las cuales, Kaos suele mirar debajo de sus faltas.
Koyume Koizuka (恋塚 小夢 Koizuka Koyume?)  / Koisuru Koyume (恋スル小夢?)
 Seiyū: Kaede Hondo
Koyume es una artista de manga de shōjo y otra chica que se muda al dormitorio al mismo tiempo que Kaos. Suele ser muy alegre, energética e incluso un poco infantil, le gustan mucho los dulces, además, está enamorada de Tsubasa.
Ruki Irokawa (色川 琉姫 Irokawa Ruki?)  / Big Boobies♥Himeko (爆乳♥姫子 Bakunyū♥Himeko?)
 Seiyū: Saori Ōnishi
Ruki es una mangaka serializada en "Teen's Love", y una de las chicas que vivían en el dormitorio antes de la llegada de Kaos y Koyume. Ella originalmente quería dibujar mangas de animales lindos para niños, pero su habilidad para dibujar mujeres de senos grandes la llevó a dibujar manga erótico. Ruki es una chica de cabello morado y una belleza misteriosa para todo aquel que no la conozca, incluso en el instituto la gente piensa que es una mujer metida en asuntos eróticos, aunque la realidad es todo lo contrario. Ruki es una chica con un enorme complejo con tener pecho pequeño y una chica que desea fuertemente tener una relación amorosa, aunque no tenga éxito alguno en ello, ya que nadie se acerca a ella.
Ella, en su perfil como mangaka, muestra tener senos grandes, cosa que más tarde hizo que entrase en pánico debido a que tenía una firma de libros, y tenía miedo de que la gente la tratase de mentirosa, pero más tarde, cuando asiste a dicha firma, las personas que asisten muestran su tremendo amor por ella y sus mangas, cosa que la conmueve en gran manera.
Tsubasa Katsuki (勝木 翼 Katsuki Tsubasa?)  / Wing V. (ウィング・V Wingu Bui?)
 Seiyū: Rie Takahashi
Tsubasa es una mangaka serializada en una revista con un manga shōnen, es una de las chicas que vivían en el dormitorio antes de que Kaos y Koyume llegarán.
Es una chica con apariencia de Chico, tiene el cabello celeste y corto, y suele vestirse como un chico, estos aspectos hacen que sea admirada, aclamada y muy amada por las chicas del instituto, aunque ella es indiferente a eso, pese a verse como un chico, de hecho tiene grandes senos.
Tsubasa es una persona tranquila y sosegada, pero a la hora de dibujar su manga, se mete tanto en el papel de los personajes que grita, actúa, se mueve, e incluso se viste como ellos mientras dibuja. Proviene de una familia millonaria, y siempre que va a su casa, se viste como toda una dama (incluso, usa extenciones para parecer que tiene cabello largo), solo para que sus padres no conozcan su verdadera apariencia y personalidad y se la lleven del dormitorio, ya que son muy estrictos.
Suzu Fūra (怖浦 すず Fūra Suzu?)
 Seiyū: Reina Ueda
Suzu es una mangaka que trabaja en un manga de Horror y que vive en el ático del dormitorio, incluso antes de que Kaos y Koyume llegarán.
Fuura tiene un cabello largo, alborotado y de color negro, incluso su cabello cubre sus ojos, pero cuando se recoge el cabello (Normalmente para ir al Instituto), cuando se ve más allá de su flequillo, se le ve como una chica tremendamente hermosa y adorable. Tiene una personalidad sombría, pero amable y muy cariñosa, le gusta asustar a la gente, en especial a Kaos, que reacciona de una manera muy asustada, gritando, llorando e incluso desmayandose, lo cual divierte mucho a Suzu. Le gusta abrazar a los demás y entrar en contacto con ellos. En un principio, Kaos le tiene muchísimo miedo, pero luego de que conoce como es en realidad, empieza a apreciarla mucho. Le gustan mucho las cosas relacionadas con el horror y las usa para asustar a los demás.

### Secundarios
Ririka Hanazono (花園莉々香 Hanazono Ririka?)
 Seiyū: Aya Endo
Es la ama de casa del Dormitorio Bunhousha, Es muy amable y se preocupa mucho por las chicas. Solía ser una artista de manga yuri cuando era más joven, pero actualmente solo dibuja por diversión.
Es muy amiga tanto de Amisawa como de Nanase desde que eran jóvenes.
Mayu Amisawa (編沢 まゆ Amisawa Mayu?)
 Seiyū: Minami Tsuda
Amisawa es la Editoria de Kaos, es muy estricta en cuanto a juzgar sus borradores y manuscritos se refiere, pero a su vez se preocupa por ella.
Un día, cuando fue a beber al dormitorio con Hanazono y Nanase, ella, ebria, llora desconsolada por tener que ser tan dura con Kaos mientras que ella se esfuerza tanto por superarse, demostrando que realmente se preocupa por ella, incluso más que a nivel de su relación mangaka-editora.
Ella, Hanazono y Nanase solían dibujar mucho manga cuando eran jóvenes. Parece disfrutar mucho de hacer Cosplay.
Miharu Nijino (虹野 美晴 Nijino Miharu?)
 Seiyū: Ayaka Nanase
La estricta profesora de la clase de Kaoruko, Ruki y Tsubasa. Pero en realidad, solo es actuación de ella por verse como tal. Ama el manga shounen y de hecho, sigue el manga de Tsubasa, a la cual admira por su increíble trabajo. Parece tener un fetiche por las rodillas. Le gusta hacer Cosplay, al igual que Amisawa.

## Media

### Manga
Comic Girls es una serie de cuatro paneles escrita e ilustrada por Kaori Hanzawa. Hizo su primera aparición en la revista de manga de Houbunsha Manga Time Kirara Max con la edición de mayo de 2014, y comenzó la serialización en la revista con el número de agosto de 2014.
| # | Fecha de publicación | ISBN                   |
| - | -------------------- | ---------------------- |
| 1 | 27 de abril de 2015  | ISBN 978-4-8322-4566-2 |
| 2 | 27 de abril de 2016  | ISBN 978-4-8322-4687-4 |
| 3 | 27 de junio de 2017  | ISBN 978-4-8322-4849-6 |
| 4 | 27 de marzo de 2018  | ISBN 978-4-8322-4931-8 |
| 5 | 25 de abril de 2019  | ISBN 978-4-8322-7085-5 |
| 6 | 27 de abril de 2020  | ISBN 978-4-8322-7187-6 |

### Anime
Una adaptación de una serie de televisión animada de 12 episodios de Nexus se emitió en Japón entre el 5 de abril y 21 de junio de 2018, y fue transmitida simultáneamente por Crunchyroll. La serie está dirigida por Yoshinobu Tokumoto, con composición de serie de Natsuko Takahashi, diseño de personajes de Keiko Saito y música de Kenichirō Suehiro. Los temas iniciales y finales son "Memories" y "Namida wa Misenai" respectivamente (涙はみせない I Can't Show You My Tears)., ambos interpretados por Comic Girls (grupo formado por Hikaru Akao, Kaede Hondo, Saori Ōnishi, y Rie Takahashi).